# Harry White (Saxophonist)
Harry Kinross White (* 1967) ist ein US-amerikanischer klassischer Saxophonist.

## Leben
White wuchs auf im US-Staat Mississippi. Er studierte Saxophon bei Lawrence Gwozdz an der University of Southern Mississippi und bei dem Pionier des klassischen Saxophons, Sigurd Rascher.
White war 1990–2001 Mitglied des „Raschèr Saxophone Quartet“. Mit diesem Ensemble gastierte er an renommierten US-amerikanischen und europäischen Aufführungsorten.
Seit 2001 ist White freischaffender Saxophonist mit Wohnort Zürich. Er trat mit einer Reihe namhafter Orchester auf, so dem Radio-Sinfonieorchester Stuttgart, den Bochumer Symphonikern, dem Beethoven Orchester Bonn, dem Württembergischen Kammerorchester oder dem Orchestre National Bordeaux Aquitaine. Zudem spielt er als Orchestersaxophist regelmäßig mit dem Orchester des Nationaltheaters Mannheim. Gemeinsam mit dem Raschèr Quartet spielte er mit Simon Rattle und den Berliner Philharmonikern beim Neujahrskonzert 2002.
White befasst sich insbesondere mit den lyrischen Ausdrucksmöglichkeiten des Saxophons und nahm zusammen mit dem Komponisten, Pianisten und Kunstliedexperten Edward Rushton Lieder von Edvard Grieg auf, arrangiert für Saxophon und Klavier. 2014 nahmen Rushton und White 23 Vokalisen von Komponisten wie Arthur Honegger, Olivier Messiaen, Maurice Ravel auf.  Eine langjährige Zusammenarbeit besteht mit der Schweizer Sängerin La Lupa.
Zusammen mit der Cellistin Pi-Chin Chien und Edward Rushton bildet er das „Harry White Trio“. Er ist außerdem Mitglied des aus rund einem Dutzend Saxophonisten bestehenden, in Süddeutschland beheimateten „Raschèr Saxophone Orchestra“. Seit 2009 leitet er das „Swiss Saxophone Orchestra“.
Nach einer vierjährigen Weiterbildung an der Zürcher Hochschule der Künste erhielt er 2010 ein Master of Advanced Studies in Musikphysiologie mit dem Schwerpunkt „Atmung für Bläser/innen“. Er unterrichtet Saxophon an der Musikschule Zürich.
Harry White spielt auf einem historischen Saxophon, gebaut in den 1930er Jahren, dessen Klang als sehr sonor und nobel klingend beschrieben wurde.

## Veröffentlichungen (Auswahl)
- spectrum saxofonis (mit Todd Sisley, Klavier/Harpsichord), Musicaphon M56836
- spectrum saxofonis vol. 2 (mit Jakoba Marten-Büsing, Orgel), Musicaphon M-56843
- Summer Night (mit Edward Rushton, Klavier), Musicaphon M-56851
- Amor (mit La Lupa, Gesang, und Fabian Müller, Violoncello) Musikszene Schweiz MGB-CD-6188